# Ottershaw
Ottershaw ist ein Dorf in der Grafschaft Surrey im Vereinigten Königreich.
Ottershaw liegt ca. 50 km südwestlich vom Zentrum der britischen Hauptstadt London. Zu den Nachbargemeinden von Ottershaw gehören West Byfleet, Woodham, Weybridge, Addlestone, New Haw und Chertsey. Derzeit leben etwa 3687 Menschen in Ottershaw. Die Gemeinde befindet sich im Verwaltungsbezirk Runnymede.

## Persönlichkeiten
Der britische Schauspieler Oliver James, welcher vor allem aus Filmen wie Raise Your Voice – Lebe deinen Traum und Was Mädchen wollen bekannt geworden ist, wurde im Jahre 1980 in Ottershaw geboren. Auch der Rennfahrer Aaron Scott wurde in Ottershaw geboren.